# Robert Plavšak
Robert Plavšak sr., slovenski učitelj in politik, * 26. junij 1875, Trbovlje, † ?.
Od leta 1907 do leta 1910 je bil predsednik trboveljske podružnice družbe sv. Cirila in Metoda.
Med letoma 1922 in 1923 je bil gerent Krajevne občine Trbovlje.
Leta 1924 je na položaju ravnatelja trboveljske šole nasledil Gustava Voduška, ki se je tistega leta upokojil. Kot šolski delavec je Plavšak deloval skupno 37 let.